# The Electric Co.

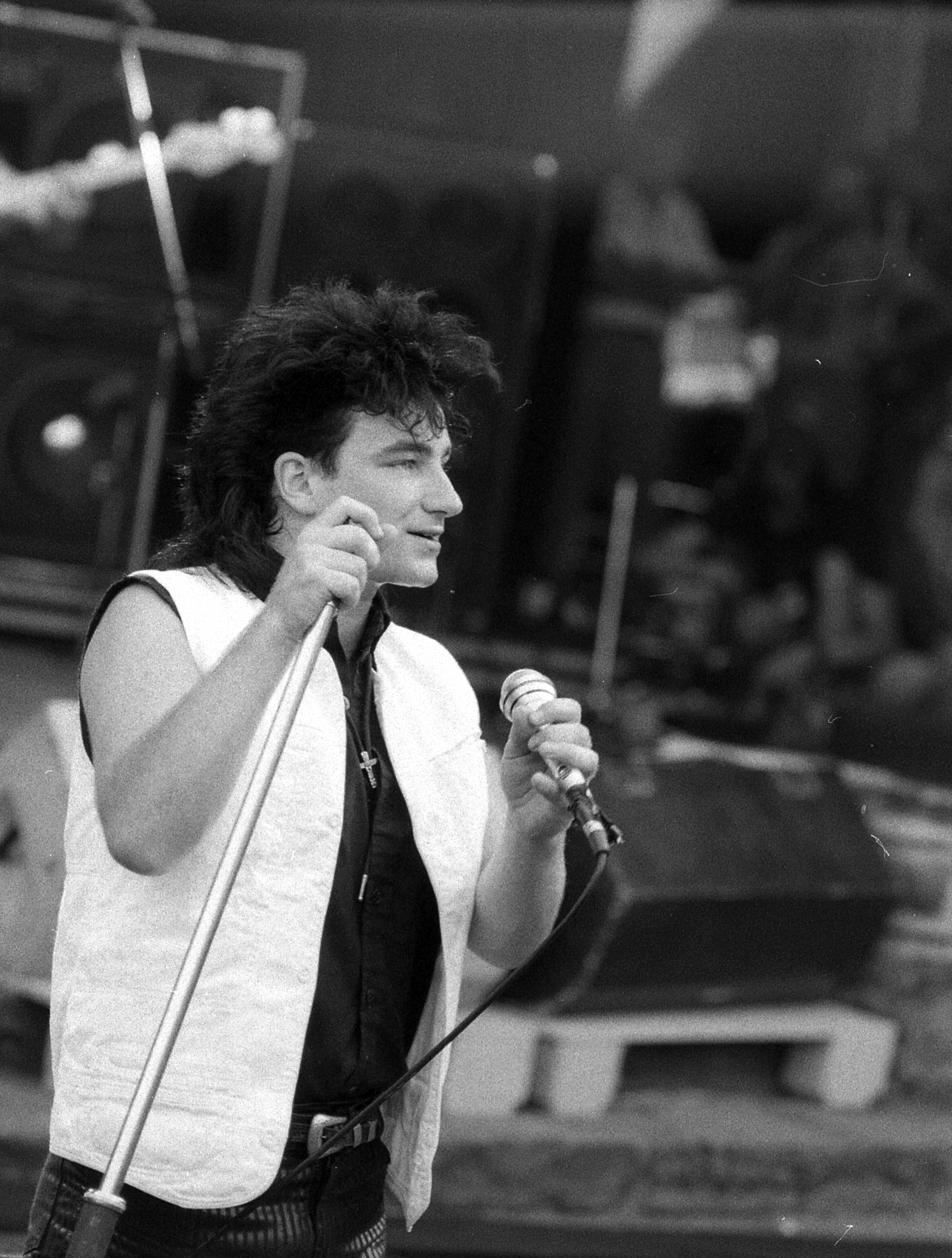
Bono (1983)

The Electric Co. ist ein Song der irischen Rockband U2 aus ihrem Debütalbum Boy, das 1980 erschien.

## Songtext
"Electric co." ist eine Abkürzung für Elektrokonvulsionstherapie, die bei Depression angewendet wird. Die Band schrieb dies als Protestsong für einen Freund, der versucht hatte, sich umzubringen und in eine psychiatrische Klinik gebracht wurde, die diese Therapie einsetzte.

## Liveversionen
Bei frühen Live-Auftritten wurde oft ein kurzer Song namens The Cry mit The Electric Co. verbunden. Das Riff von The Cry wurde 1981 in dem Song "Is That All?" auf dem Album October verwendet.
Der Song wurde bis 1987 aufgeführt und dann erst 2005 wieder. Insgesamt wurde er fast 500 Mal gespielt.

## Live-Veröffentlichungen
The Electric Co. wurde in drei Live-Aufnahmen und in drei Videoaufnahmen veröffentlicht, zuerst 1983 auf Under a Blood Red Sky. Bei dem Song kletterte Bono oft auf einen Beleuchtungsanlage und hielt eine weiße Fahne. Ein Foto einer solchen Situation wurde für das Albumcover von Under a Blood Red Sky verwendet.
2000 wurde der Song von der niederländischen Band Kane auf ihrem Live-U2-Tribute-Album With or Without You gecovert.